# Senedj
Sened a fost un faraon al celei de-a doua dinastii care a domnit 20 de ani.

## Numele
Numele său de domnie era Sened care însemna „cel temut, cel respectat” dacă se ia în considerare varianta grafică Senedj. Forma grecizată a numelui său era Sethenes (Manethon, Fr.8), fiind o metateză grafică a variantei Senedi.

## Biografie
După opinia mai multor specialiști intervalul cuprins între sfârșitul dinastiei I (după domnia lui Qaa) și ultimul suveran al dinastiei a II-a (Khasekhemui) este unul destul de incert în istoria Egiptului antic, fiind caracterizat de domnii și succesiuni nesigure. Stadiul actual al cercetărilor, datorită unei documentații reduse, obligă în prezentul lexicon descrierea unor domnii plauzibile. Observația de față se referă, în special, la Epoca dinastică timpurie (dinastiile I-III).
În cazul în care dorim să prezentăm cele câteva informații de care dispunem despre Sened, trebuie să avem în vedere cele afirmate la *Peribsen. Prin urmare, ținând cont de listele regale, Sened ar fi fost al doilea succesor al lui *Ninetjer.
Personal nu credem că numele din cartușul regal descoperit pe o cărămidă arsă din zona galeriilor lui *Ninetjer de la Saqqara, și anume nefer-senedj-Re, ar avea vreo legătură cu Sened din timpul dinastiei a II-a și acesta numai fiindcă ar conține elementul –senedj-(!). În schimb, certă pare o mențiune a numelui pe un bol refolosit în templul funerar al lui Khafra de la Gizeh, care poartă inscripția „regele dual Sened“.
Desenatorul italian L. Vassali (în a doua jumătate a secolului al XIX-lea) a reușit să redea și prin urmare să pastreze posterității imaginea și inscripția unui sarcofag(astăzi pierdut) aparținând unei concubine a lui *Iahmes I. Textul conține și o scurtă listă regală, începând cu Sened și terminând cu fondatorul dinastiei a XVIII-a.
Lista regală de la Abydos(Nr.13) a păstrat numele faraonului sub varianta Senedi, în timp ce Lista regală de la Saqqara(Nr.7) și Canonul Regal din Torino(II. 24) au redat numele prin sunetele Senedj.
Informații interesante oferă un paragraf (163a) al Papirusului Medical din Berlin. În conformitate cu pasajele relevante, documentul „a fost găsit printre scrierile vechi…din epoca regelui Egiptului de Sus și de Jos Usaphis(=*Den), cel justificat…El(=documentul) a fost adus Maies-tății Sale regele Egiptului de Sus și de Jos Senedj, cel justificat…“.
Epoca Saită, considerată a fi echivalentul egiptean al „Renașterii“, i-a păstrat meomria, astfel că numele faraonului a fost gravat pe inscripția de pe cureaua unei statuete de bronz păstrată la Muzeul din Berlin(Nr. inv. 8433). Maniera arhaizantă de scriere a numelui, prin intermediul a trei semne monoconsonantice, s-n-d, ne îndreptățește să optăm pentru această variantă ca fiind oficială a numelui suveranului, adică Sened. Se pare că ea a fost uzitată în timpul dinastiilor a III-a(v. mai sus) și a IV-a. În acest context, prețioase sunt și informațiile furnizate de către textul „stelei-uși-false“ aparținând demnitarului Sheri(Muzeul Egiptean din Cairo, Inv. Nr. 1384). Personajul în discuție poartă mai multe titula-turi:„supravegheatorul preoților purificatori ai lui Peribsen în necropola lui Sened“; „supravegheatorul preoților mortuari ai lui Sened în necro-polă“ și „preot al lui Sened la poarta mormântului…“. Concluziile ce se desprind sunt importante: a) Sheri a fost un oficiant al cultului celor doi faraoni(*Peribsen și Sened) și b) evident faptul că Sened se bucura în mijlocul dinastiei a IV-a încă de o oarecare faimă și prețuire din partea urmașilor săi.
Mormântul lui Sened nu a fost încă descoperit, iar faptul că numele său este cunoscut mai ales prin intermediul unor monumente din Egiptul de jos i-a determinat pe unii specialiști să afirme că nu a condus efectiv întregul teritoriu al Egiptului.